# Ostre (hala)
Ostre, Hala Ostre, na niektórych mapach hala Jaworzyna – ciąg dużych polan na górze Ostre w Beskidzie Śląskim, administracyjnie w granicach wsi Ostre w województwie śląskim, w powiecie żywieckim, w gminie Lipowa.
Hala Ostre znajduje się na wysokości 850–920 m na grzbiecie łączącym Ostre z Muronką i na południowo-wschodnich stokach tego grzbietu. Dawniej tworzące ją polany były wypasane, później częściowo obsiane szlachetnymi gatunkami traw i koszone jako łąki. Później z powodu nieopłacalności ekonomicznej zaprzestano ich użytkowania i częściowo zarosły lasem.

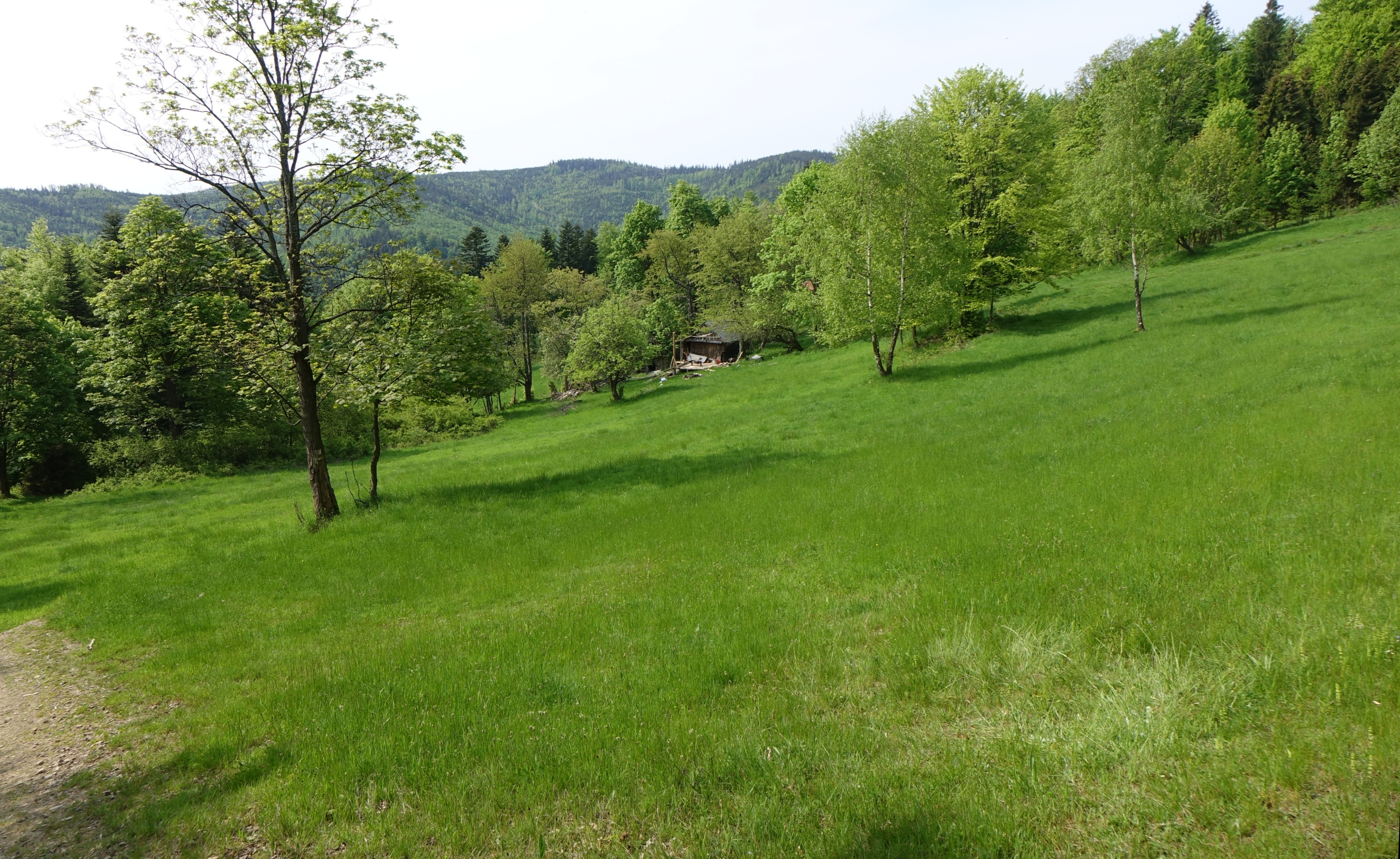
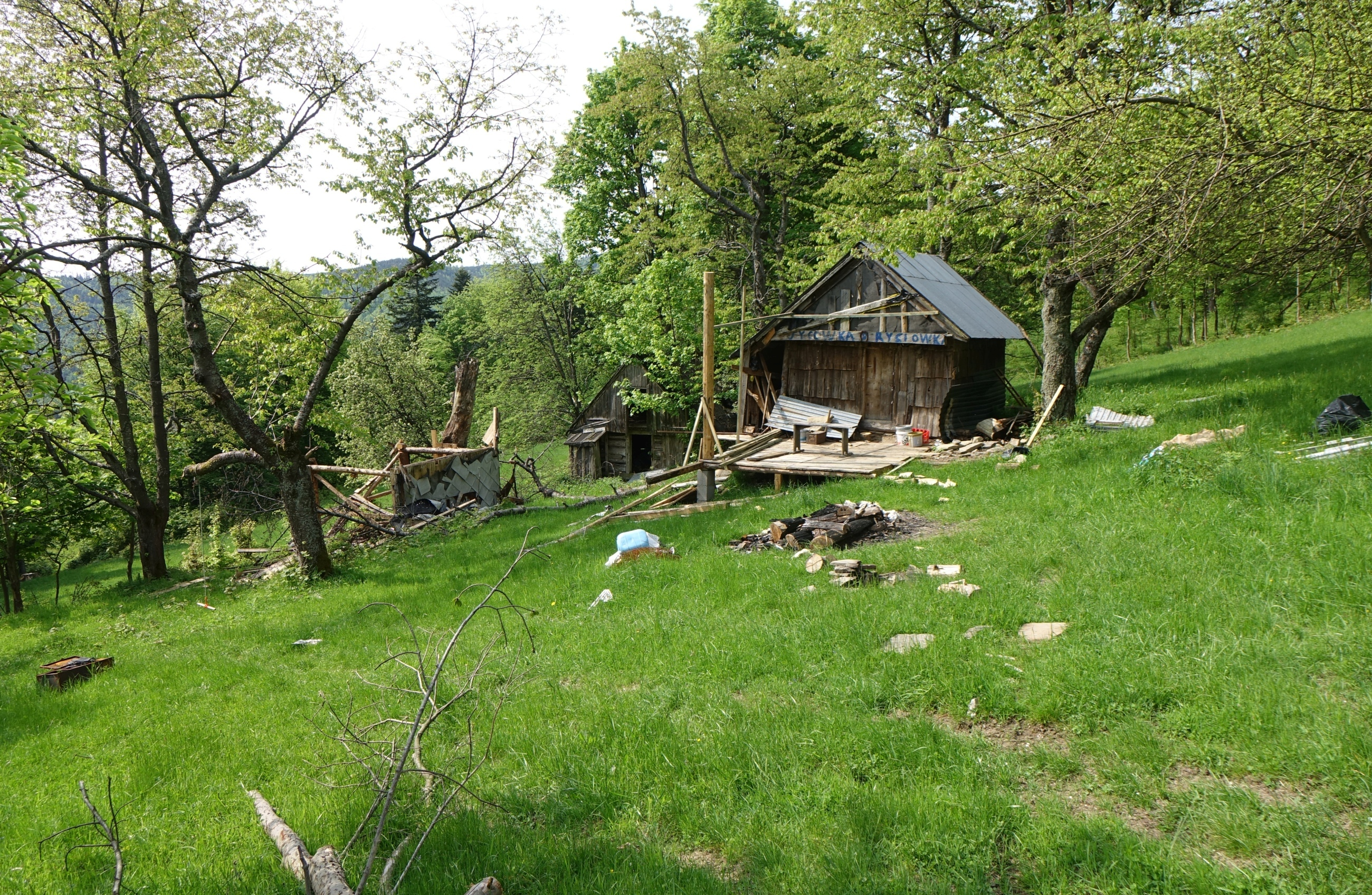
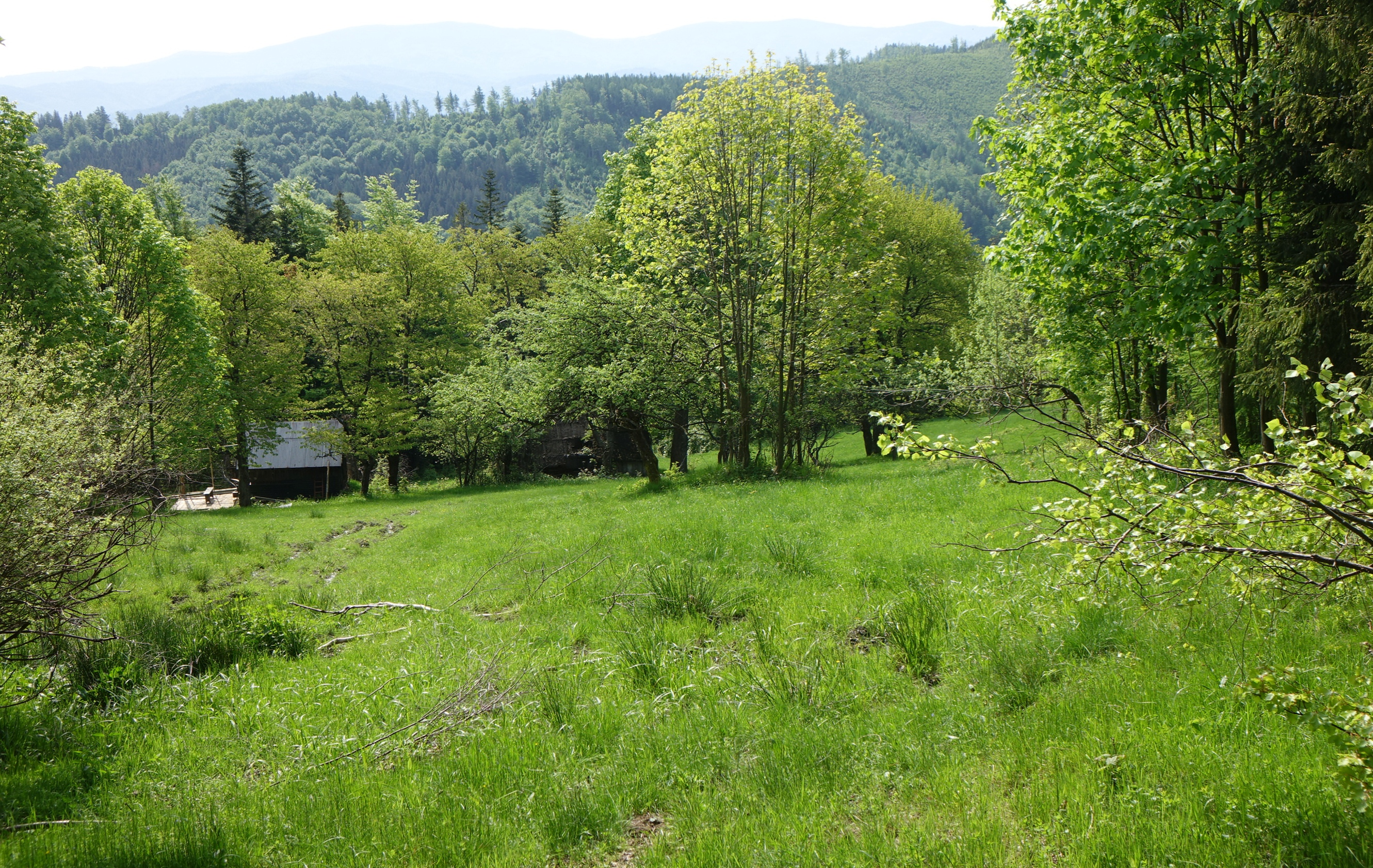
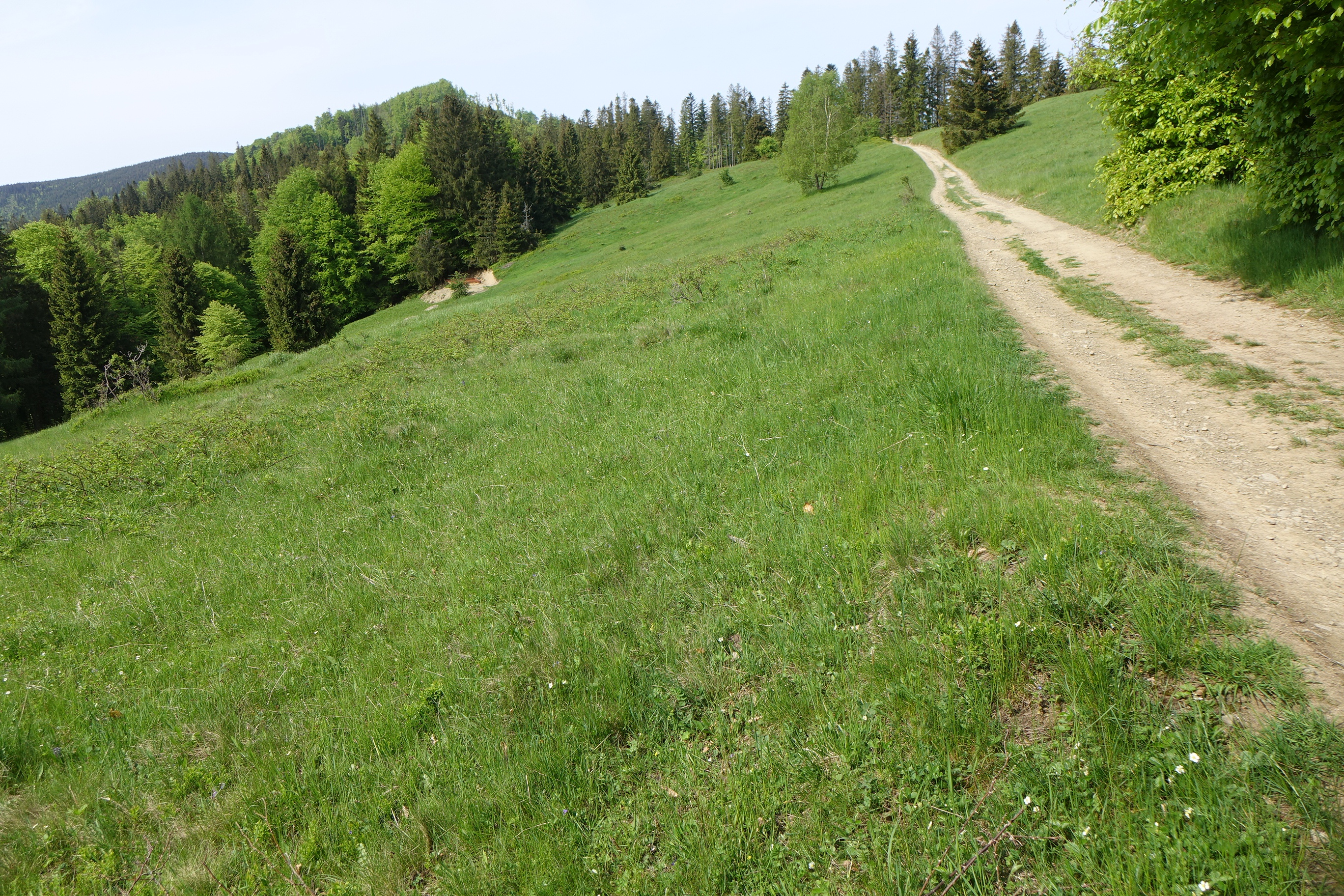
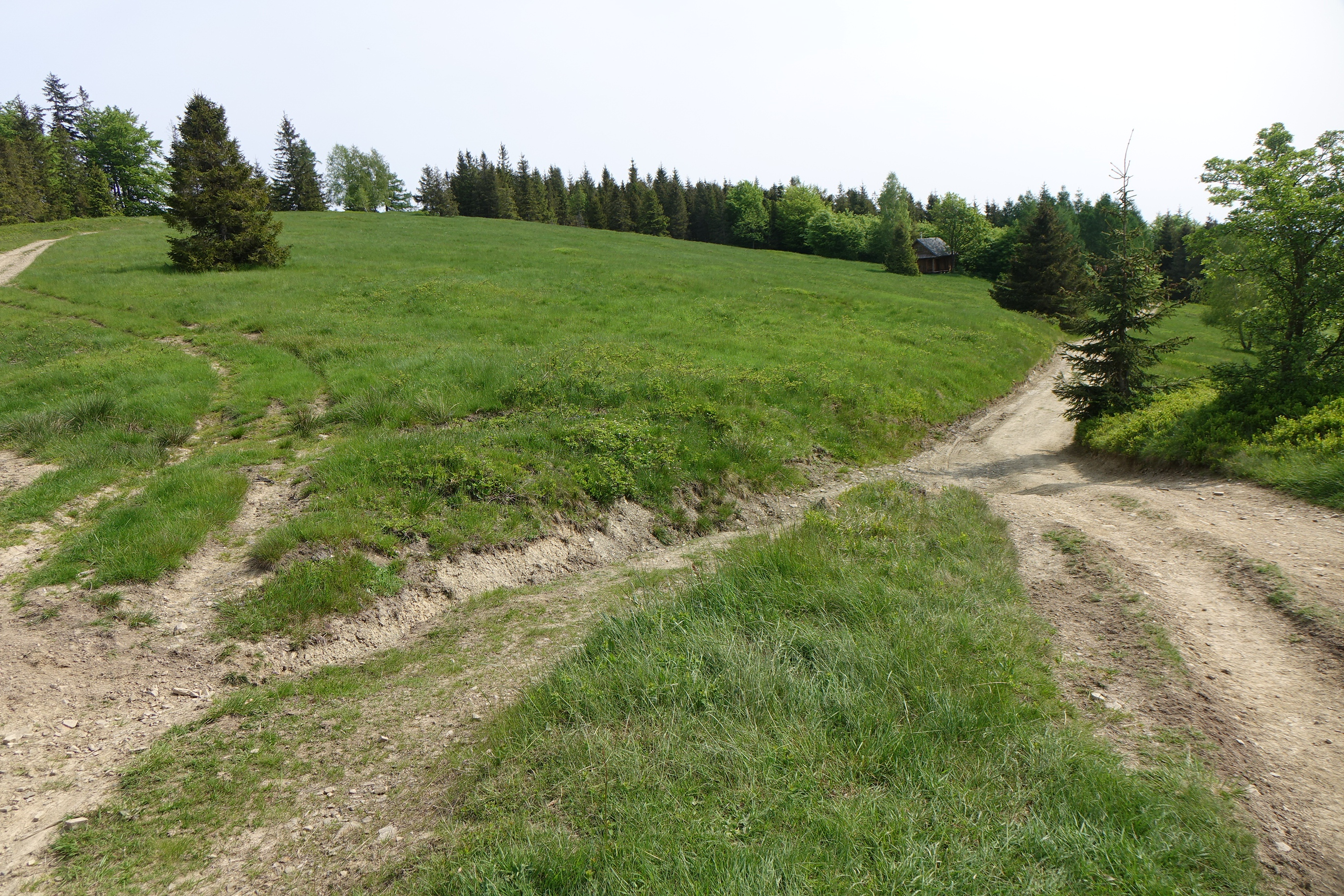

## Szlak turystyczny
Przez halę Ostre prowadzi szlak turystyczny. Z hali ładne widoki, chociaż mocno ograniczone.
 Hotel „Zimnik” – Ostre (kościół) – hala Ostre – Muronka – Magurka Wiślańska. Odległość 6,3 km, suma podejść 590 m, czas przejścia 2:40 godz., z powrotem 1:40 godz.